# یواس‌سی‌جی‌سی مکیناک (دبلیوای‌وی‌پی-۳۷۱)
یواس‌سی‌جی‌سی مکیناک (دبلیوای‌وی‌پی-۳۷۱) (به انگلیسی: USCGC Mackinac (WAVP-371)) یک کشتی بود. این کشتی در سال ۱۹۴۱ ساخته شد.